# Le Chat, Shozo et ses deux maîtresses
Pour plus de détails, voir Fiche technique et Distribution.
Le Chat, Shozo et ses deux maîtresses (猫と庄造と二人のをんな, Neko to Shōzō to futari no onna) est un film japonais de Shirō Toyoda sorti en 1956, adapté d'un roman de Jun'ichirō Tanizaki.

## Synopsis
Shozo tient une petite échope et vit avec sa femme Shinako, sa mère Orin qui occupe l'étage et une chatte Lili qu'il adore plus que tout. Après quatre ans de mariage et une énième dispute avec sa belle-mère autoritaire qui lui reproche de ne pas avoir donné naissance à un enfant, Shinako, excédée, décide de quitter le domicile conjugal. Shozo, qui préfère fuir les responsabilités, se réfugie à la plage avec son chat plutôt que d'assister au départ de sa femme. Shinako part s'installer chez sa sœur Hatsuko et son mari Soeyama qui possèdent une chambre à louer dans leur résidence.
Shinako partie, Orin peut mettre à exécution son lucratif projet de second mariage pour son fils Shozo avec Fukuko la fille de son frère, une jeune fille moderne et pleine de fougue mais capricieuse et qui n'en fait qu'à sa tête. Nakajima, son père n'est que trop heureux de cet arrangement pour sa fille à la vie dissolue et apporte une dote.
Lorsque Shinako apprend le remariage de Shozo avec Fukuko aussitôt son départ acté, elle se sent flouée. Elle décide de se venger et de semer la discorde dans le couple. Elle rencontre Fukuko et arguant de sa solitude, demande à récupérer Lili en lui laissant entendre que si Shozo refuse c'est qu'il tient plus à son animal qu'à elle...

## Commentaire
Le film est adapté du roman Le Chat, son maître et ses deux maîtresses de Jun'ichirō Tanizaki publié en 1936 dans le mensuel Kaizō.

## Fiche technique
- Titre : Le Chat, Shozo et ses deux maîtresses[1]
- Titre original : 猫と庄造と二人のをんな (Neko to Shōzō to futari no onna?)
- Réalisation : Shirō Toyoda
- Scénario : Toshio Yasumi, d'après un roman de Jun'ichirō Tanizaki
- Photographie : Mitsuo Miura
- Musique : Yasushi Akutagawa
- Producteurs : Ichirō Satō et Kazuo Takimura
- Sociétés de production : Tōhō
- Pays d'origine :  Japon
- Langue originale : japonais
- Format : noir et blanc - 1,37:1 - son mono
- Genre : comédie dramatique
- Durée : 136 minutes (métrage : 14 bobines - 3 711 m[2])
- Date de sortie :
  - Japon : 9 octobre 1956[2]

## Distribution
- Hisaya Morishige : Shozo Oyama
- Isuzu Yamada : Shinako, la première femme de Shozo
- Kyōko Kagawa : Fukuko, la seconde femme de Shozo
- Chieko Naniwa : Orin Oyama, la mère de Shozo
- Jūrō Hayashida : Nakajima, le père de Fukuko
- Yūko Minami : Hatsuko, la jeune sœur de Shinako
- Kyū Sazanka : Ten-san
- Gangyoku Ashinoya : Kinoshita, le fabricant de tatami
- Katsue Miyakoya : Matsu, la femme de Kinoshita
- Fukami Harue : Hamako, une serveuse
- Akira Tani : poissonnier
- Haruo Tanaka : professeur de danse
- Eiko Miyoshi : Mme Shirokawa
- Norihei Miki : Tomokawa

## Récompenses
- 1957 : prix Blue Ribbon[3]
  - de la meilleure actrice pour Isuzu Yamada
  - de la meilleure photographie pour Mitsuo Miura
- 1957 : prix du film Mainichi[4]
  - de la meilleure actrice pour Isuzu Yamada
  - de la meilleure photographie pour Mitsuo Miura
- 1957 : prix Kinema Junpō de la meilleure actrice pour Isuzu Yamada[5]